# مارشال آر.تیگ
مارشال آر. تیگ (به انگلیسی: Marshall R. Teague) (زاده ۱۹۵۳) بازیگر آمریکایی است. از فیلم‌های او می‌توان به بازی در بار کنار جاده اشاره کرد.